# 홀 & 오츠
홀 & 오츠(Hall & Oates)는 필라델피아에서 결성된 미국의 남성 듀오이다.